# Engwilen
Engwilen è una frazione del comune svizzero di Wäldi, nel Canton Turgovia (distretto di Kreuzlingen).

## Storia

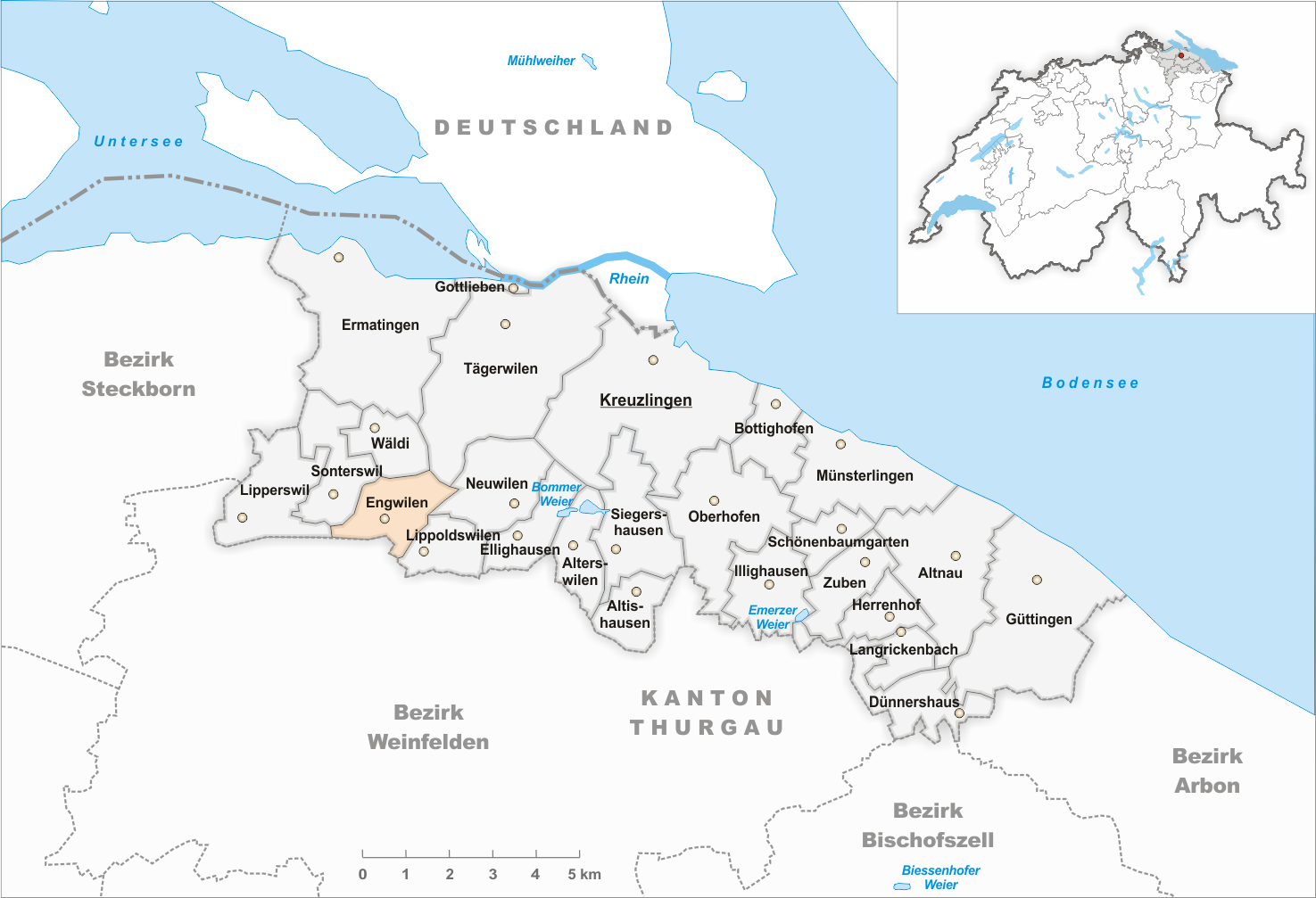
Il territorio del comune di Engwilen prima degli accorpamenti comunali del 1995

Già comune autonomo (Ortsgemeinde), nel 1995 è stato aggregato al comune di Wäldi assieme agli altri comuni soppressi di Lipperswil e Sonterswil.

## Società

### Evoluzione demografica
L'evoluzione demografica è riportata nella seguente tabella:
Abitanti censiti

## Amministrazione
Ogni famiglia originaria del luogo fa parte del cosiddetto comune patriziale e ha la responsabilità della manutenzione di ogni bene ricadente all'interno dei confini della frazione.